# M-Fenyleendiamine
m-fenylenediamine (MFD), meer systematisch 1,3-diaminobenzeen genoemd, is een organische verbinding met de formule {\displaystyle {\ce {C6H8N2}}}. Met meer nadruk op de structuur van de verbinding kan de formule ook geschreven worden als {\displaystyle {\ce {C6H4(NH2)2}}}. o-fenyleendiamine and p-fenyleendiamine zijn isomeren van MFD.
Dit aromatische diamine heeft kleurloze, naaldvormige kristallen die bij blootstelling aan de lucht purper-rood verkleuren door oxidatieproducten. Commercieel wordt de stof vaak als kleurloze vlokken geleverd, die donker verkleuren tijdens de opslag.

## Synthese
m-Fenyleendiamine wordt in een tweestapsproces uit benzeen gemaakt. De uitgangsstof wordt dubbel genitreerd tot 1,3-dinitrobenzeen, dat vervolgens gehydrogeneerd wordt tot MFD.
Stap 1:
Stap 2:

## Toepassingen
m-Fenyleendiamine wordt toegepast in de synthese van diverse polymeren, waaronder Aramides, epoxyharsen, de isolatielak in transformatoren en elektromagneten en poly-ureum elastomeren. Andere toepassingen van MFD zijn hechtingversneller voor lijmen en als component in verven voor leer en textiel.